# Trachypteris induta
Trachypteris induta är en kantbräkenväxtart som först beskrevs av William Ralph Maxon, och fick sitt nu gällande namn av R. M. Tryon och A. F. Tryon. Trachypteris induta ingår i släktet Trachypteris och familjen Pteridaceae. Inga underarter finns listade.